# Nhà thờ Kinh Lạy Cha
Nhà thờ Kinh Lạy Cha là một nhà thờ Công giáo ở trên núi Olives, phía đông Jerusalem. Nhà thờ này tọa lạc trên nơi được cho là khi xưa Chúa Giêsu đã dạy Kinh Lạy Cha (Phúc âm Luca 11:2-4). Ngày nay, khu đất có nhà thờ này thuộc quyền sở hữu của nước Pháp.

## Lịch sử
Nhà thờ hiện đại được xây dựng trên nơi có một vương cung thánh đường cũ từ thế kỷ thứ 4, do Constantinus Đại đế xây dựng, theo yêu cầu của hoàng thái hậu Helena, và được gọi là "Nhà thờ các Tông đồ". Nhà thờ này được người hành hương xứ Burdigala đề cập tới trong tập Itinerarium Burdigalense (hành trình của người Burdigala) khoảng năm 333, và sử gia Eusebius kể lại là Constantine Đại đế đã xây dựng một nhà thờ trên một hang động ở Núi Olives có liên quan với việc Chúa lên trời. Người hành hương Egeria trong tập "Peregrinatio Silviae" vào cuối thế kỷ thứ 4 cũng đề cập tới nhà thờ này, gọi là "Nhà thờ Eleona", nghĩa là nhà thờ vườn olives.
Quyển Acts of John từ thế kỷ thứ 2 đề cập đến sự tồn tại của một hang động trên núi Olives  liên quan tới các việc giảng dạy của Chúa Giêsu, nhưng không nói rõ về việc Chúa Giêsu dạy Kinh Lạy Cha ở đây.
Nhà thờ còn nguyên vẹn cho đến khi bị quân Ba Tư phá hủy trong năm 614 trong giai đoạn cuối cùng của các cuộc chiến tranh giữa đế quốc Byzantine với đế quốc Sassanid.
Quân Thập tự chinh đã xây một nhà nguyện nhỏ trên tàn tích của nhà thờ cũ trong năm 1106, rồi sau đó xây lại một nhà thờ mới khác vào năm 1152, nhờ vào quỹ hiến tặng của Svend Svendsson, Giám mục giáo phận Viborg, Đan Mạch và người anh/em của ông là Svendsson Eskill, đô đốc hải quân của Jylland, và họ đã được mai táng trong nhà thờ này (mộ của họ đã được cải táng sang nhà thờ mới vào năm 1869).
Nhà thờ thời Thập tự chinh này bị hư hỏng nặng trong "Cuộc vây hãm Jerusalem", năm 1187, cuối cùng bị bỏ bê và rơi vào tình trạng đổ nát năm 1345. Năm 1851 những viên đá còn lại của nhà thờ thế kỷ thứ 4 đã được bán để làm mộ bia trong thung lũng Jehoshaphat.
Tháng 11 năm 1856 công chúa Bossi Aurelia (1809-1889) của Nhà De la Tour d'Auvergne đã sang Đất Thánh trong vòng 10 năm và đã mua lại khu đất rộng 6 hec-ta trên núi Olives, trong đó có nơi này . Năm 1868 bà cho xây một hành lang có vòm cuốn bao chung quanh một sân lộ thiên theo kiểu Campo Santo ở Pisa, Ý, rồi bắt đầu cuộc tìm kiếm cái hang động mà các người hành hương thời xưa đã nói tới, với sự giúp đỡ của Charles Simon Clermont-Ganneau, tổng lãnh sự Pháp ở Jérusalem, và họ đã phát hiện một tranh khảm từ thế kỷ thứ 5 trên có các câu thánh vịnh 118:20 và 121.8 bằng tiếng Hy Lạp. Người ta cũng tìm thấy một văn bia của Caesarius von Heisterbach (khoảng 1180 -1240).
Với sự trợ giúp của linh mục Alphonse Ratisbonne (1814-1884), bà đã thành lập một tu viện nữ dòng Cát Minh năm 1872, gọi là "dòng Cát Minh kinh Lạy Cha" (Carmel du Pater). Năm 1874, bà chia đôi khu đất này cho "Hội truyền giáo châu Phi" (Pères blancs) và các nữ tu dòng Cát Minh, đồng thời tặng tu viện cho nước Pháp. Bà qua đời năm 1889 ở Firenze, nhưng theo nguyện vọng của bà, di hài của bà đã được chuyển tới đây an táng ngày 22.12.1957, trong một lăng đá cẩm thạch trắng do Napoléon III cho làm.
Năm 1910, người ta đã phát hiện một hang động cũ đã bị sụp đổ một phần khi khai quật. Hang này cũng cắt một phần vào một ngôi mộ từ thế kỷ thứ nhất nằm ở phía đông của nhà thờ. Phía trên vách cửa hang có khắc hàng chữ latin: "Spelunga in qua docebat Dominus apostolos in Monte Oliveti" nghĩa là Hang động trong đó Chúa đã dạy các tông đồ ở trên Núi Olives. Hang này nằm một phần bên dưới hành lang vòm cuốn, nên tu viện đã được di chuyển sang nơi gần đó và năm 1920 người ta bắt đầu xây dựng lại một nhà thờ theo kiểu kiến trúc Byzantine, đến năm 1927 thì ngưng vì thiếu vốn. Nhà thờ này vẫn chưa hoàn tất, phần mái còn dở dang.
Hiện nay trên vách tường của nhà thờ cũng như vách hành lang vòm cuốn có gắn các tấm biển Kinh Lạy Cha bằng 140 ngôn ngữ khác nhau, trong đó có tiếng Việt.

## Hình ảnh

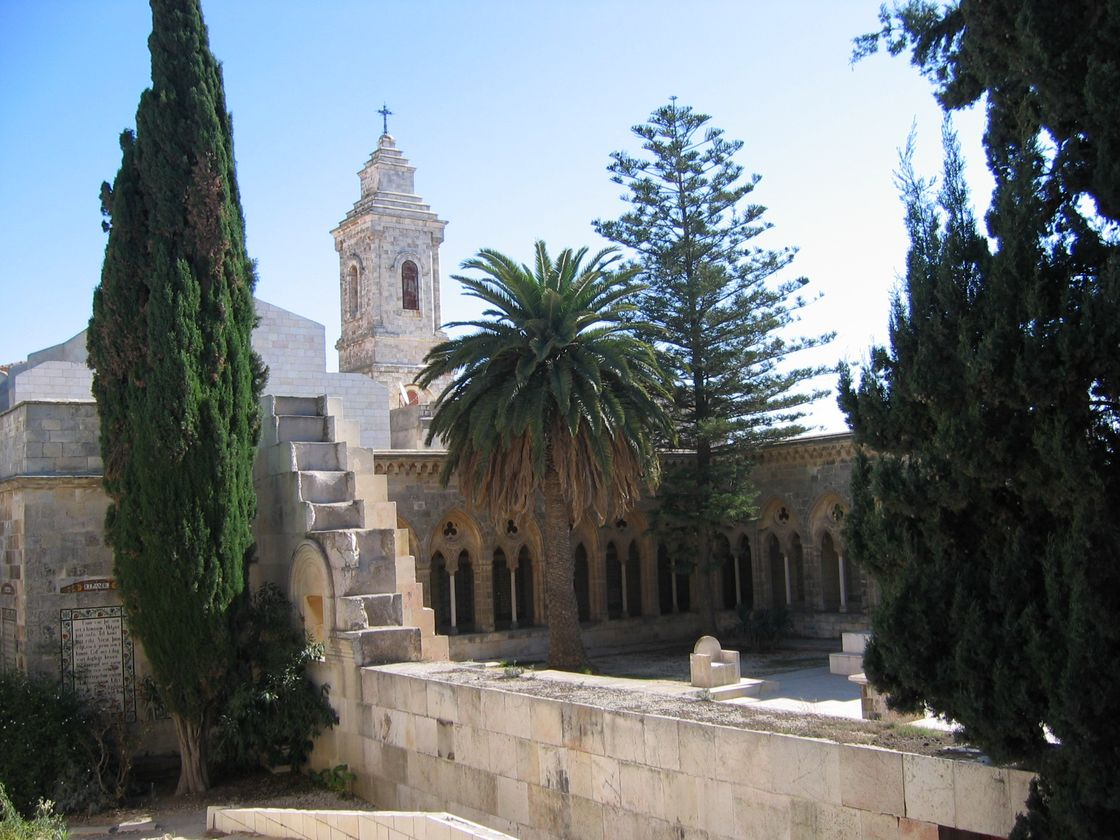
Cảnh nhìn từ bên cạnh
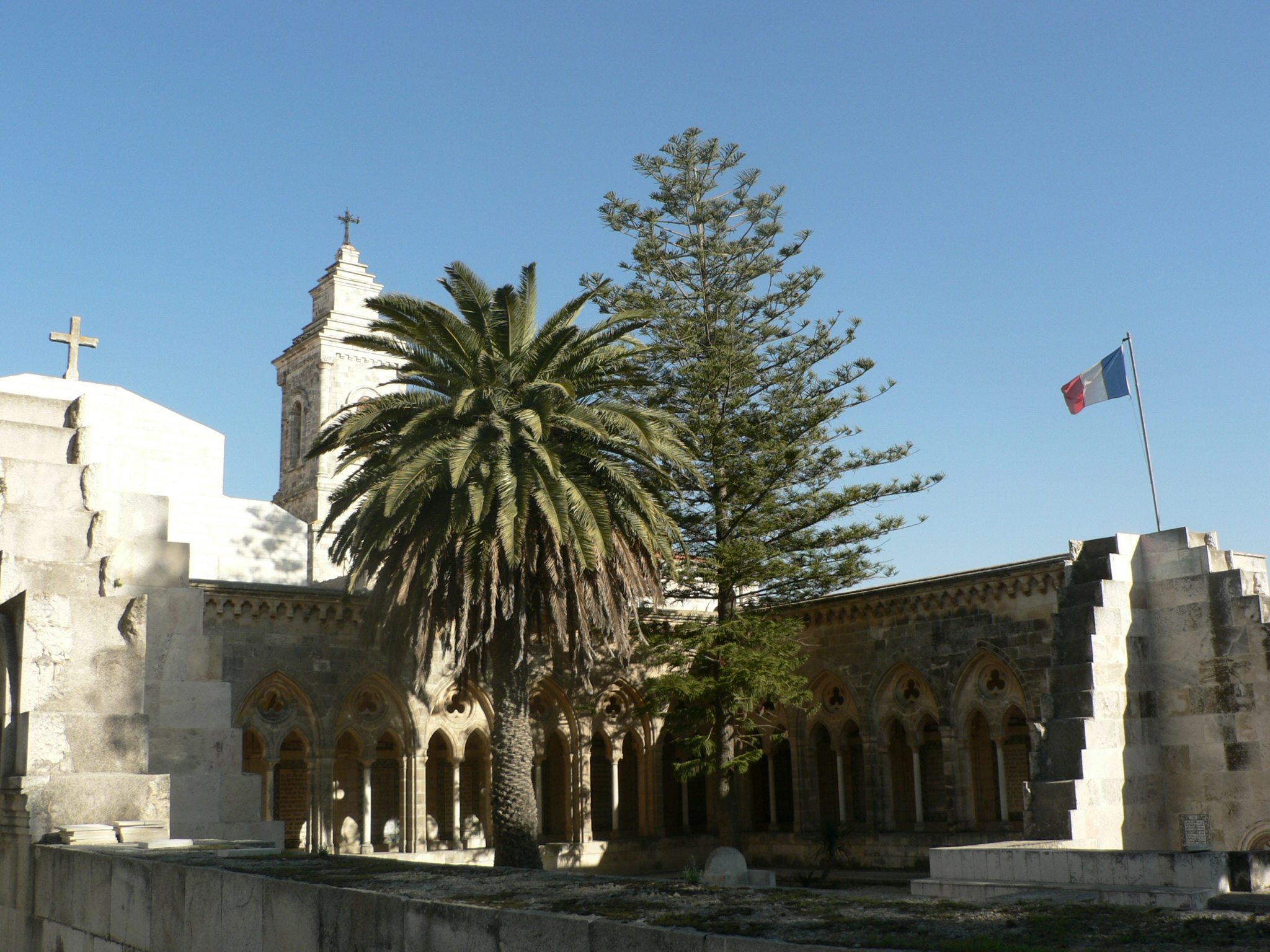
Cận cảnh bức tường chưa hoàn tất
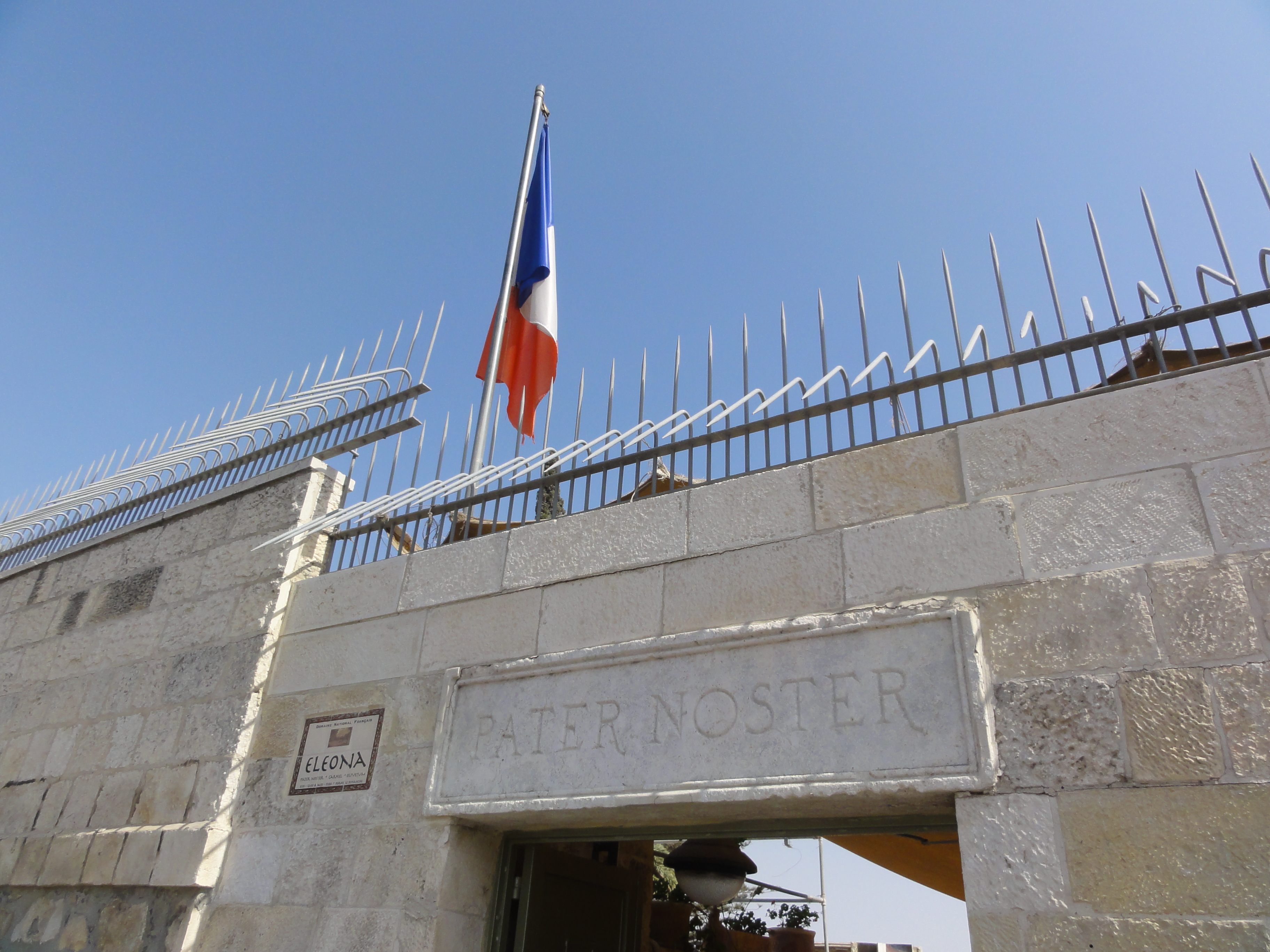
Quốc kỳ Pháp ở nhà thờ
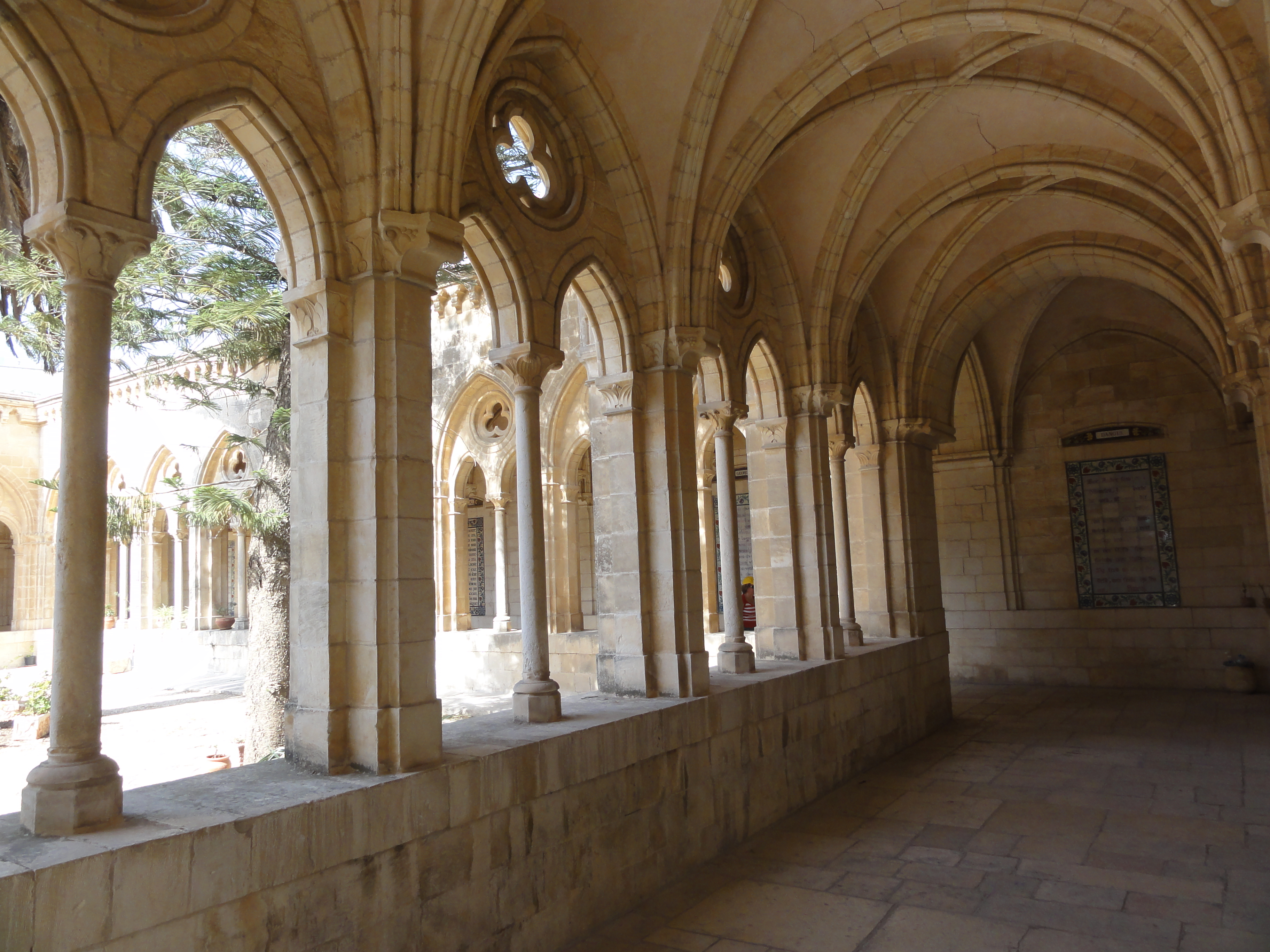
Cảnh nhìn từ hành lang có vòm mái che
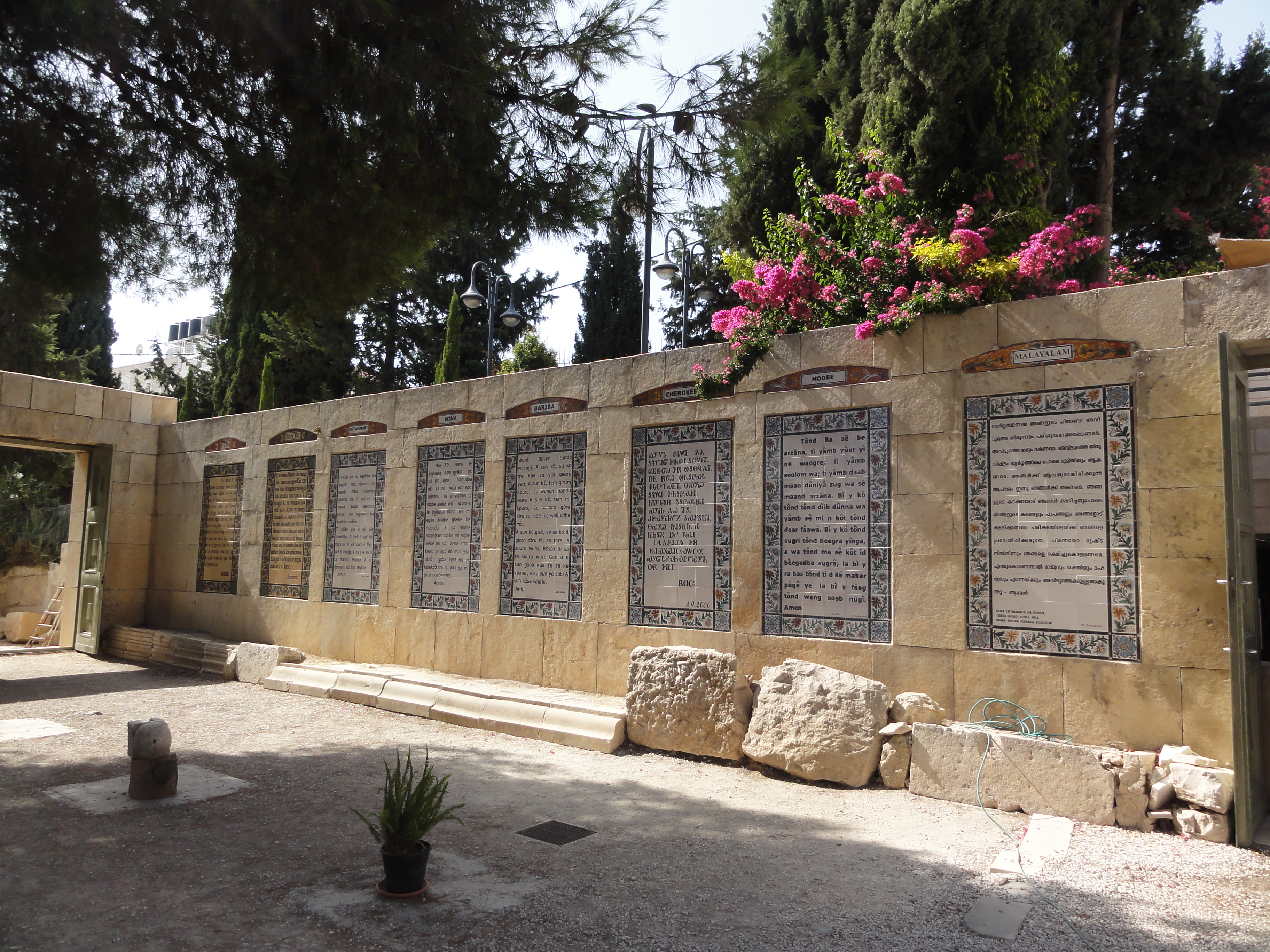
Kinh Lạy Cha bằng nhiều ngôn ngữ khác nhau
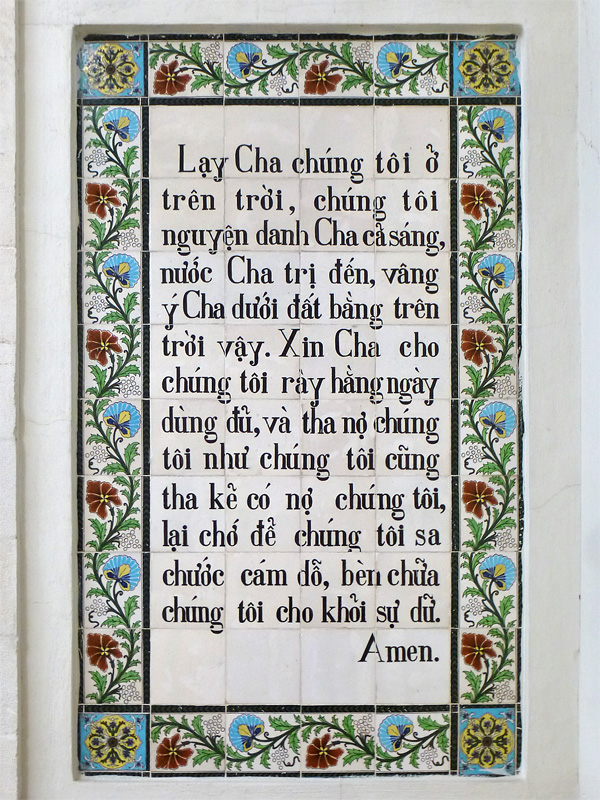
Kinh Lạy Cha bằng tiếng Việt
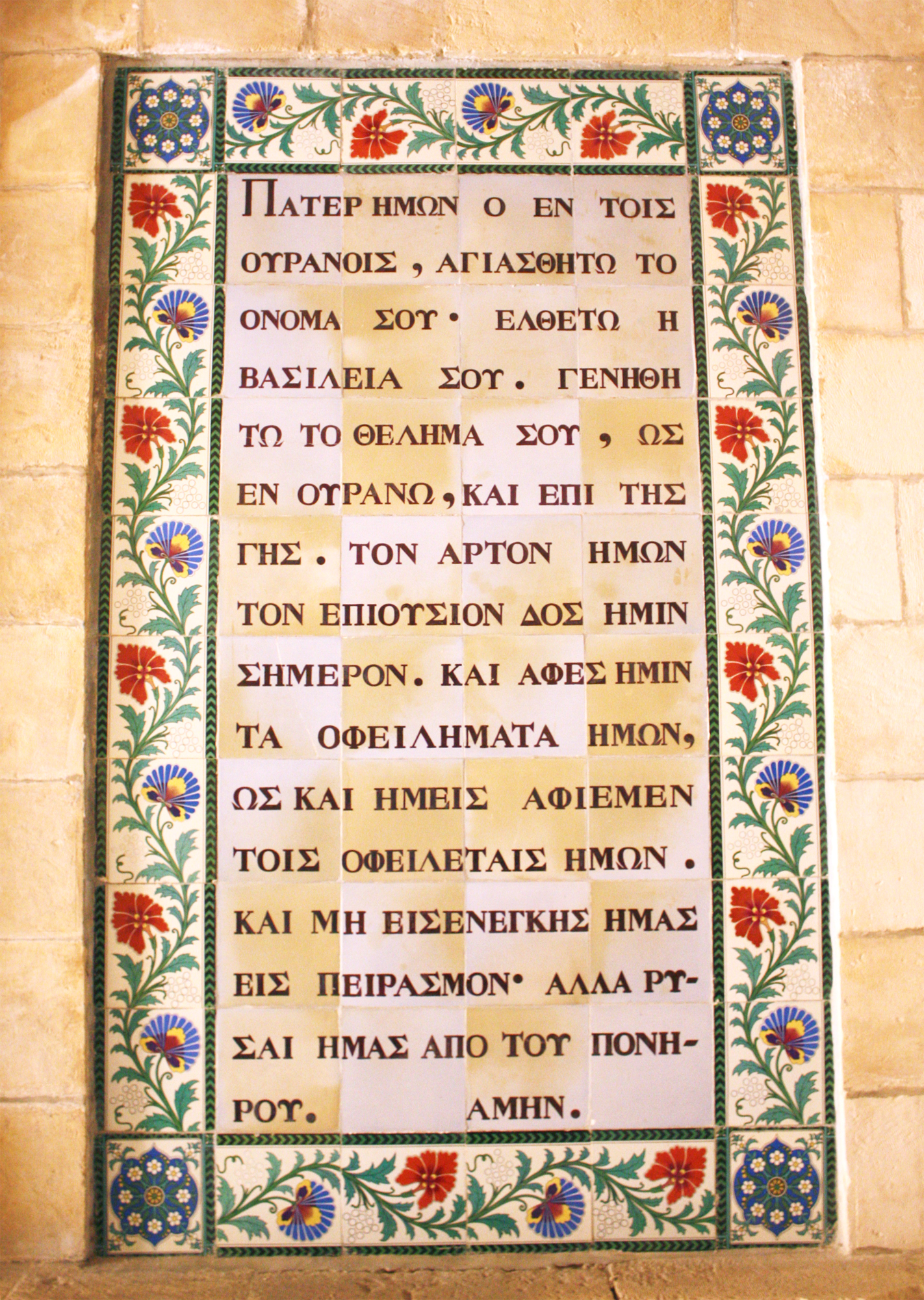
Kinh Lạy Cha tiếng Hy Lạp cổ
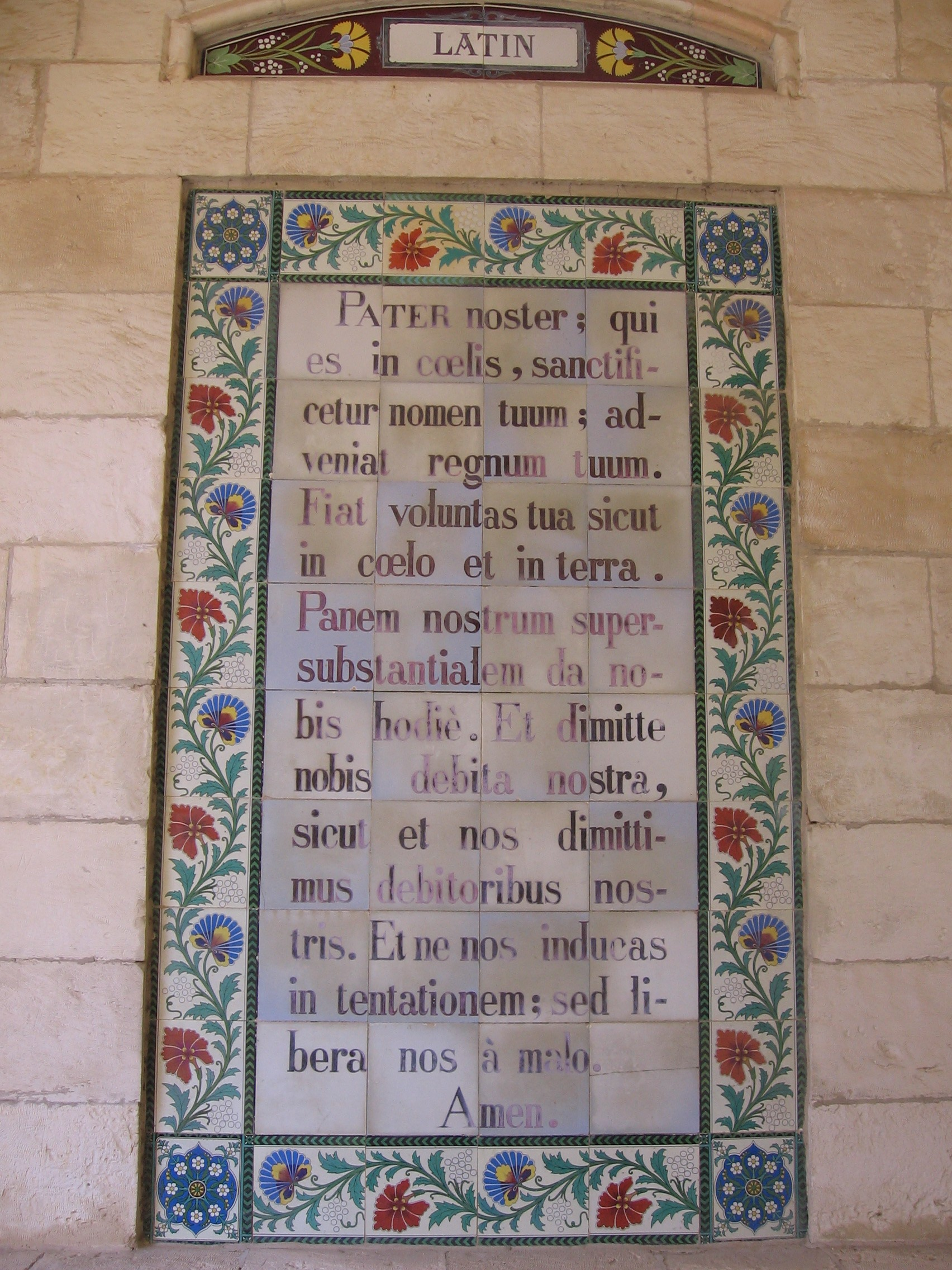
Kinh Lạy Cha tiếng Latin
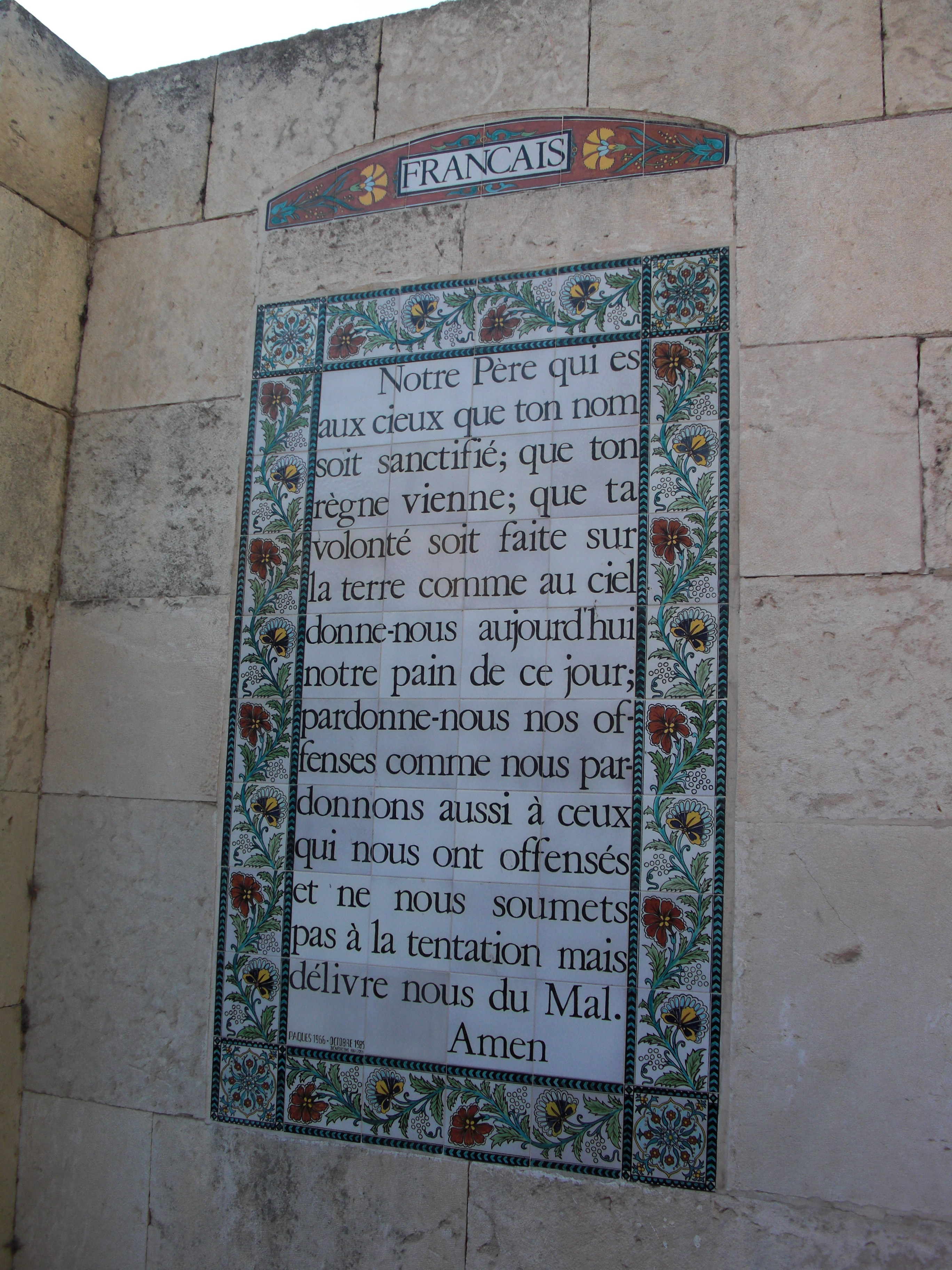
Kinh Lạy Cha tiếng Pháp
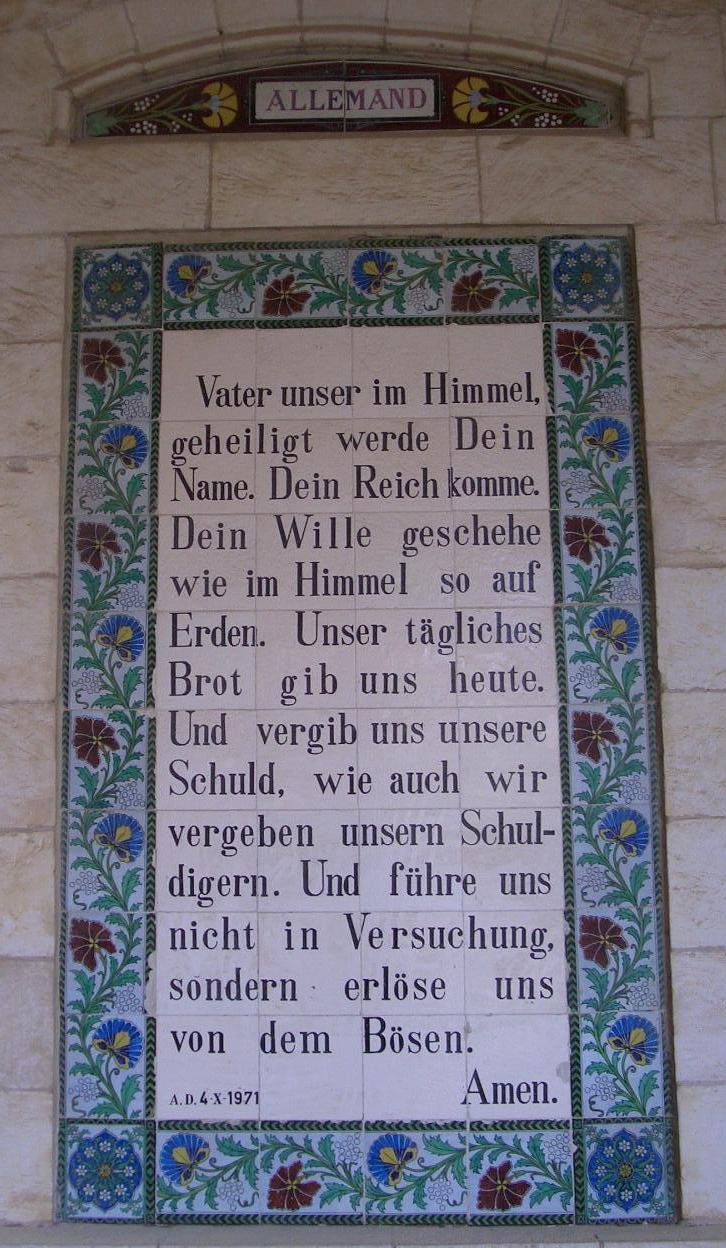
Bảng Kinh Lạy Cha bằng tiếng Đức
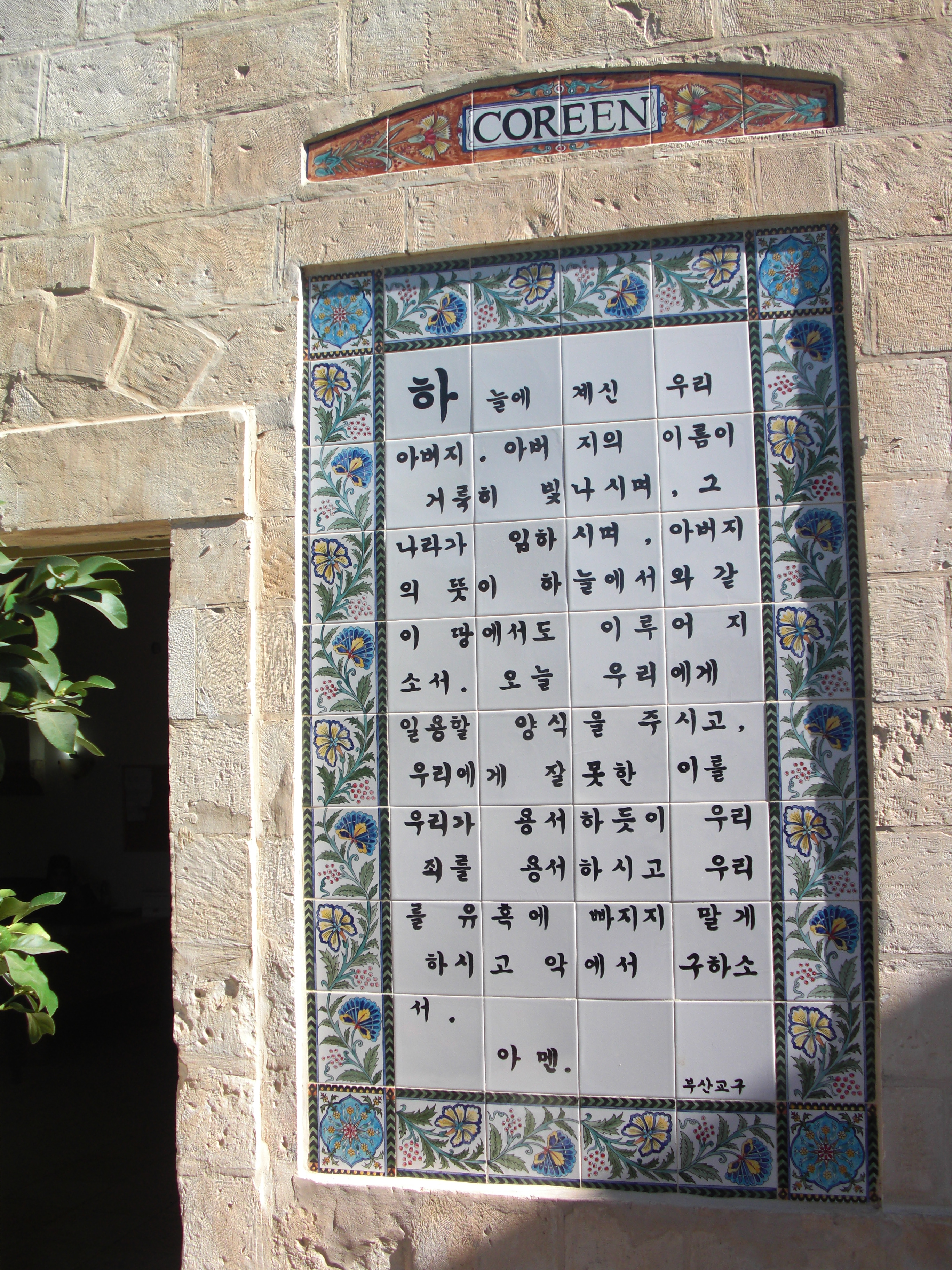
Kinh Lạy Cha tiếng Triều Tiên
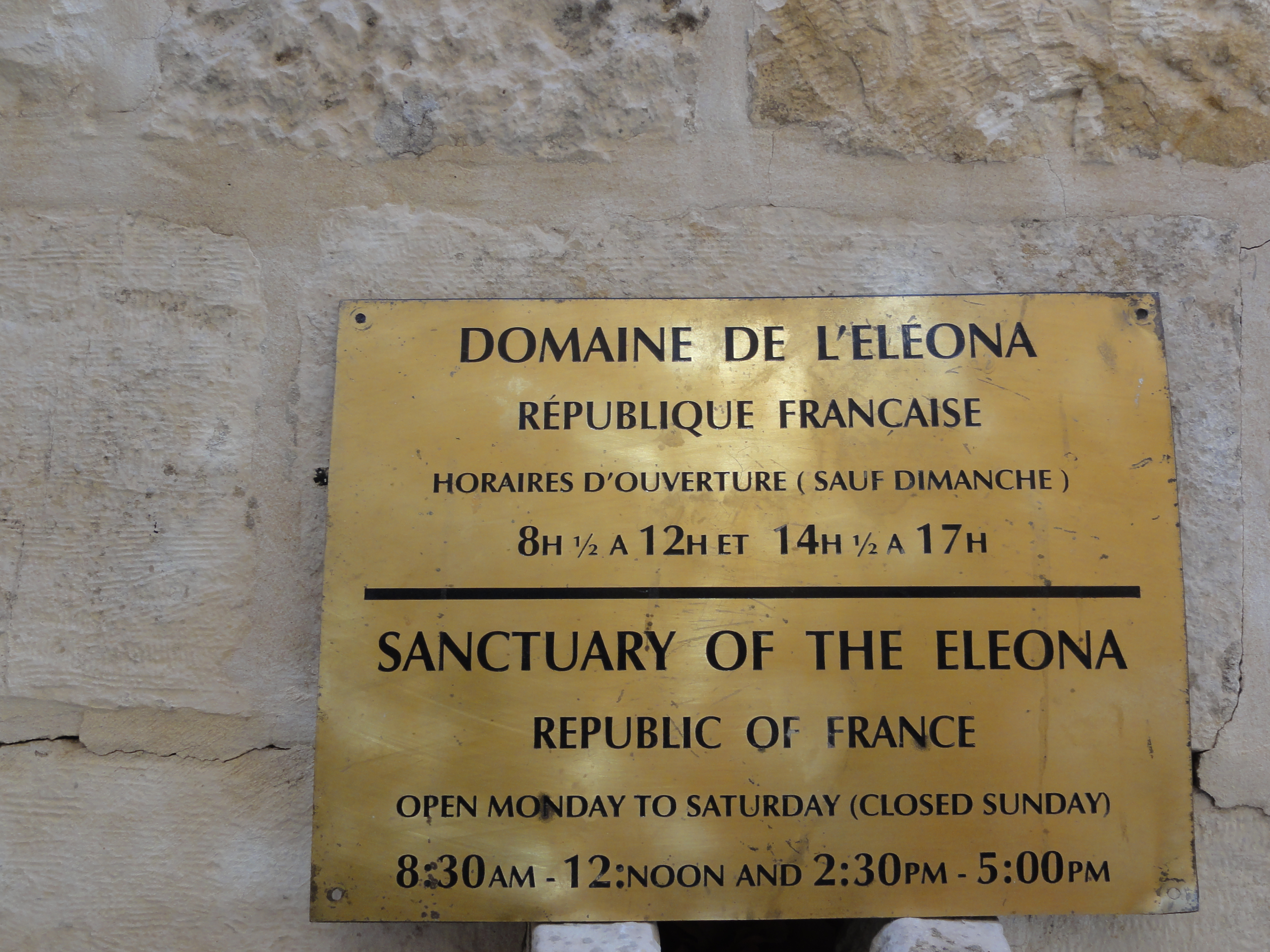
Tấm biển tên với giờ thăm viếng bằng tiếng Pháp và tiếng Anh